# Rifugio Scarfiotti
Das Rifugio Camillo Scarfiotti (2156 m s.l.m.) ist eine bewirtschaftete Schutzhütte in den Cottischen Alpen der norditalienischen Metropolitanstadt Turin/Region Piemont. Die 1923 errichtete und 1988 vollständig renovierte Schutzhütte des Club Alpino Italiano befindet sich im zur Gemeinde Bardonecchia gehörenden Hochtal von Rochemolles im oberen Susatal.

## Lage und Ausstattung

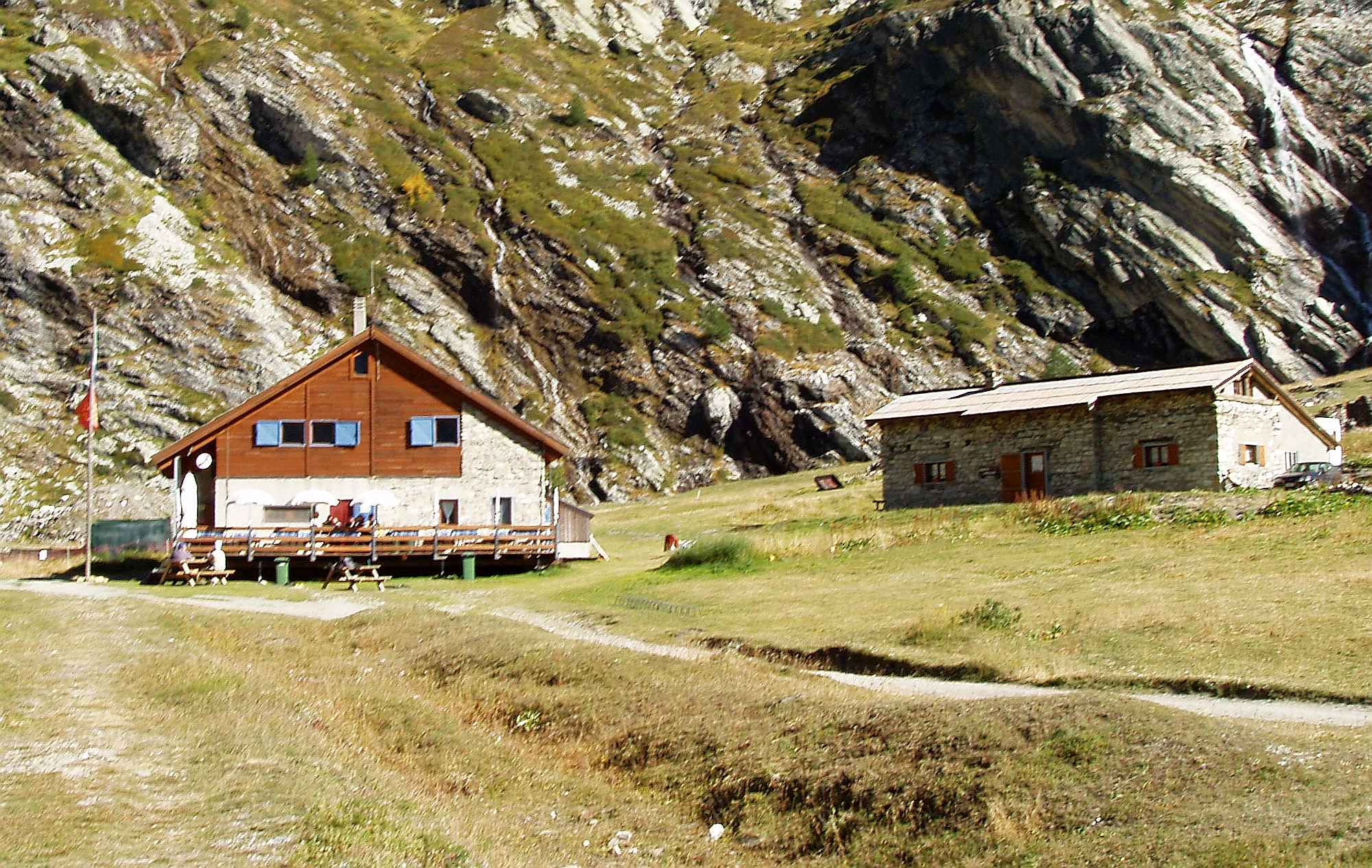

Die Schutzhütte ist ein beliebter Lagerplatz für die Teilnehmer der Stella Alpina. Die Einrichtung ist rustikal und gemütlich. Die Hütte ist nur im Sommer geöffnet und bietet 24 Lagerplätze. Hunde sind nicht gestattet.

## Zustieg
Man erreicht sie von Bardonecchia aus über eine anfangs asphaltierte Straße, die kurz nach dem Weiler Rochemolles und dem Stausee in eine Schotterpiste übergeht. Nach einigen Kilometern führt eine Abzweigung links zur Rifugio, während der Hauptweg weiter zum Col de Sommeiller führt.